# Cixius diducta
Cixius diducta är en insektsart som beskrevs av Tsaur 1991. Cixius diducta ingår i släktet Cixius och familjen kilstritar. Inga underarter finns listade i Catalogue of Life.